# مارتین دولژال
مارتین دولژال (چکی: Martin Doležal؛ زادهٔ ۳ مهٔ ۱۹۹۰) بازیکن فوتبال اهل جمهوری چک است.
از باشگاه‌هایی که در آن بازی کرده‌است می‌توان به باشگاه فوتبال سیگما اولوموتس، باشگاه فوتبال زبرویوفکا برنو، و باشگاه فوتبال باومیت یابلونتس اشاره کرد.
وی همچنین در تیم ملی فوتبال جمهوری چک بازی کرده‌است.